# 界牌镇 (衡阳县)
界牌镇，是中华人民共和国湖南省衡陽市衡阳县下辖的一个乡镇级行政单位。

## 行政区划
界牌镇下辖以下地区：
桂花台社区、大兴社区、红星社区、桐梓坪社区、长风社区、中心社区、银溪村、界牌村、同胜村、蟠龙村、湖坪村、丰岭村、将军庙村、莲花村、七星潭村、造基村、石基村、胜利村、共升村、天马村、国庆村、石碧村、白象村、象山村、陶公村、界江村、上塔村、平田村、两冬村、长车村和高山村。